# Djebel Ichkeul
 (août 2018).
Si vous disposez d'ouvrages ou d'articles de référence ou si vous connaissez des sites web de qualité traitant du thème abordé ici, merci de compléter l'article en donnant les références utiles à sa vérifiabilité et en les liant à la section « Notes et références ».
Le djebel Ichkeul (arabe : جبل إشكل), ou mont Ichkeul, est une montagne constituée de calcaire, située dans le parc national de l'Ichkeul, dans le Nord de la Tunisie, dans le gouvernorat de Bizerte.
Elle culmine à 511 mètres d'altitude[réf. nécessaire].